# Vatra Moldoviței
Vatra Moldoviței – wieś w Rumunii, w okręgu Suczawa, w gminie Vatra Moldoviței. W 2011 roku liczyła 2061 mieszkańców.
Jest położona w północnej części Mołdawii, na Bukowinie, nad rzeką Moldovițą. Przez wieś przebiega droga prowadząca z Kimpulungu Mołdawskiego do Radowiec. Stanowi także punkt wypadowy dla wycieczek w okoliczne góry.
W Vatra Moldoviței znajduje się obronny monastyr z malowaną cerkwią pod wezwaniem Zwiastowania z XVI w., fundacja Piotra Rareșa, wpisaną wraz z innymi malowanymi cerkwiami Bukowiny na listę światowego dziedzictwa UNESCO. W pobliżu monastyru znajdują się także ruiny cerkwi pierwotnej fundacji z początku XV w.